# پدران کاپادوکیایی
باسیل از پدران کاپادویکه بود. گریگور نازیانزوسی جزو اشراف‌زادگانِ کاپادوکیا، و پدرش اسقفِ نازیانزوس بود. او در آتن تحصیل کرد و همان‌جا نیز با باسیل آشنا شد. عاقبت پیرو باسیل شد و طریق رهبانیت را همراه او در پیش گرفت. گریگور در مناصب کلیسایی چندان موفق نبود. پدرش، او را در نازیانزیوس به مقام شیخی منصوب کرد اما او در این خدمت نیز موفقیتی به‌دست نیاورد.